# Carsten Tank Nielsen
Carsten Tank Nielsen (født 18. december 1818 i Kristiania, død 1. august 1892 sammesteds) var en norsk telegrafdirektør. Han var søn af Jacob Nielsen og far til Yngvar Nielsen.
Nielsen gennemgik 1832—1838 Søkadetinstituttet i Fredriksværn og efter udnævnelse til sekondløjtnant i marinen 1839—1842 den militære højskole, hvorefter han blev ansat som assistent hos fyrdirektøren. I denne stilling forestod han i årene 1843—1854 opførelsen af en række fyr langs Norges sydkyst. Under krigsudsigterne 1849 anstillede han undersøgelser for anlægget af en optisk telegraflinie mellem Kristiania og Nevlunghavn; senere fik han af departementet opfordring til at gøre sig bekendt med de svenske optiske telegrafer. Sin opfattelse af telegrafvæsenet nedlagde han imidlertid i en ved udgangen af 1850 indgiven forestilling om Anlæg af elektromagnetiske Telegrafer mellem de vigtigste Steder for Rigets Forsvar. På grundlag af denne og en betænkning og indstilling, afgiven af en kongelig kommission, gik Stortinget 1854 ind på at bevilge de fornødne midler til anlæg af den første norske telegraflinie, mellem rigsgrænsen ved Fredrikshald og Mandal. Dette arbejde forestods af Nielsen, der 1856 overtog telegrafdirektørembedet. I denne stilling, som han beklædte til sin død, grundlagde og organiserede han det indenlandske telegrafnet og fuldendte det i alle sine hovedtræk; telegrafforbindelserne med udlandet kom ligeledes i stand på hans initiativ, og han øvede megen indflydelse på den internationale ordning af hele verdens telegrafvæsen. Også i andre offentlige hverv var Nielsen en meget benyttet mand; særlig må fremhæves hans fortjenstfulde arbejde som formand i den 1877—1880 nedsatte kongelige havnearbejdskommission.